# Б'ютифул
«Б'ютифул» (ісп. Biutiful) — фільм мексиканського режисера Алехандро Гонсалеса Іньярріту 2010 року. Прем'єра стрічки відбулася 17 травня 2010 року на Каннському кінофестивалі, де вона отримала приз за найкращого актора. Прем'єра в Україні відбулася 5 березня 2011 року у рамках кінофестивалю «Лінія іспанського кіно».

## Назва
Назва фільму в оригіналі «Biutiful» — англ. Beautiful з навмисно зробленою помилкою. Назву можна було б перекласти як «Прикрасно». Але щоб не шокувати глядачів, які можуть не зрозуміти режисерського задуму, українські прокатники вирішили не перекладати, а лише транслітерувати назву як «Б'ютифул».

## Сюжет
Дія фільму відбувається у Барселоні у наш час. Ушбаль (Хав'єр Бардем) — самотній батько, який виховує двох дітей. Його колишня дружина Марамбра (Марісель Альварес) — наркоманка з маніакально-депресивним психозом і нітрохи не переймається долею власних дітей. На прожиття Уксбаль заробляє нелегальним і напівлегальним бізнесом: домовляється про роботу для іммігрантів, перепродує наркотики та підроблені речі відомих брендів, працює медіумом і звільняє покійників від недодуманих думок. Але одного дня чоловік дізнається, що хворий на рак, тому повинен поспішати завершити усі свої справи.

## У ролях
- Хав'єр Бардем — Ушбаль
- Марісель Альварес — Марамбра
- Ханаа Бучайб — Ана
- Гільєрмо Естрелья — Матео
- Едуард Фернандес — Тіто
- Шейх Ндьяє — Еквеме
- Дьярятоу Дафф — Іге
- Ченг Тай Шенг — Хай
- Луо Джин — Лівей

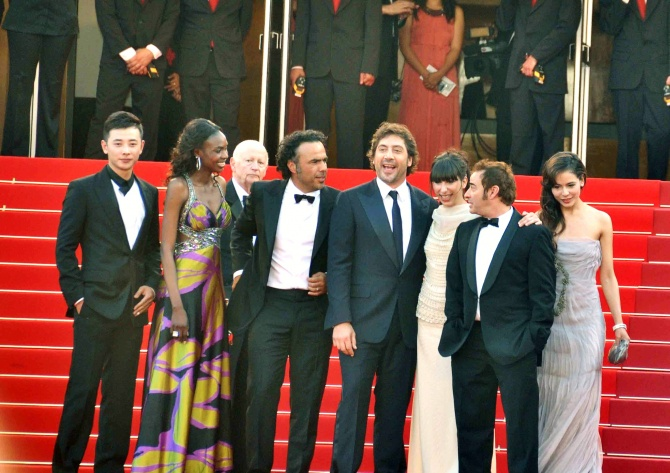
Команда фільму на Каннському кінофестивалі 2010

- Джордж Чібуйквем Чуквума — Самуель
- Ланг Софія Лін — Лі
- Рубен Очандьяно — Цанк

## Нагороди
Загалом фільм здобув 4 нагороди та 11 номінацій, зокрема:
- Номінації на Оскар:
  - найкращий фільм іноземною мовою
  - найкращий актор
- Номінація на BAFTA як найкращий фільм іноземною мовою
- Номінація на Золотий глобус як найкращий фільм іноземною мовою
- Каннський кінофестиваль[7]:
  - нагорода найкращому актору
  - номінація на Золоту пальмову гілку
- Премія Гойя:
  - найкращий актор
  - найкраща актриса другого плану (номінація)
  - найкращий актор другого плану (номінація)
  - найкращий оригінальний сценарій (номінація)
  - найкраща музика (номінація)
  - найкраща операторська робота (номінація)
  - найкращий монтаж (номінація)
  - найкраща постановка (номінація)